# 2022年BWFワールドツアー
2022年BWFワールドツアー（英語: 2022 BWF World Tour）は、BWFが主催する、BWFワールドツアーファイナルズまでの全20大会の2022年シーズン。
20大会の内訳は、レベル1（BWFワールドツアーファイナルズ）、レベル2（スーパー1000）が2大会、レベル3（スーパー750）が4大会、レベル4（スーパー500）が6大会、レベル5（スーパー300）が7大会で構成されている。
大会のもう1つのグレードとして、レベル6（スーパー100）があり、2022年は5大会が開催される。

## 優勝選手
| 大会                          | 詳細         | 男子シングルス                   | 女子シングルス               | 男子ダブルス                                              | 女子ダブルス                                                | 混合ダブルス                                                      |
| ファイナルズ                  | ファイナルズ | ファイナルズ                     | ファイナルズ                 | ファイナルズ                                              | ファイナルズ                                                | ファイナルズ                                                      |
| ----------------------------- | ------------ | -------------------------------- | ---------------------------- | --------------------------------------------------------- | ----------------------------------------------------------- | ----------------------------------------------------------------- |
| BWFワールドツアーファイナルズ | 詳細         | ビクター・アクセルセン           | 山口茜                       | 劉雨辰 欧烜屹                                             | 陳清晨 賈一凡                                               | 鄭思維 黄雅瓊                                                     |
| スーパー1000                  |              |                                  |                              |                                                           |                                                             |                                                                   |
| 全英オープン                  | 詳細         | ビクター・アクセルセン           | 山口茜                       | ムハマド・ショヒブル・フィクリ バガス・マウラナ           | 松山奈未 志田千陽                                           | 渡辺勇大 東野有紗                                                 |
| インドネシア・オープン        | 詳細         | ビクター・アクセルセン           | 戴資穎                       | 劉雨辰 欧烜屹                                             | 松山奈未 志田千陽                                           | 鄭思維 黄雅瓊                                                     |
| China Open                    | Report       | 中止                             | 中止                         | 中止                                                      | 中止                                                        | 中止                                                              |
| スーパー750                   |              |                                  |                              |                                                           |                                                             |                                                                   |
| マレーシア・オープン          | 詳細         | ビクター・アクセルセン           | ラチャノック・インタノン     | 保木卓朗 小林優吾                                         | アプリヤニ・ラハユ シティ・ファディア・シルバ・ラマダンティ | 鄭思維 黄雅瓊                                                     |
| ジャパン・オープン            | 詳細         | 西本拳太                         | 山口茜                       | 梁偉鏗 王昶                                               | 鄭娜銀 金慧貞                                               | デチャポル・プアヴァラヌクロー サプシリー・タエラッタナチャイ     |
| デンマーク・オープン          | 詳細         | 石宇奇                           | 何冰嬌                       | ファジャル・アルフィアン ムハマド・リアン・アルディアント | 陳清晨 賈一凡                                               | 鄭思維 黄雅瓊                                                     |
| フランス・オープン            | 詳細         | ビクター・アクセルセン           | 何冰嬌                       | サトウィクサイラジ・ランキレッディ チラグ・シェッティ     | タン・パーリー ティナア・ムラリタラン                       | 鄭思維 黄雅瓊                                                     |
| Fuzhou China Open             | Report       | 中止                             | 中止                         | 中止                                                      | 中止                                                        | 中止                                                              |
| スーパー500                   |              |                                  |                              |                                                           |                                                             |                                                                   |
| インド・オープン              | 詳細         | ラクシャ・セン                   | ブサナン・オンバムルングパン | サトウィクサイラジ・ランキレッディ チラグ・シェッティ     | ベンヤパ・エイムサード ヌンタカーン・エイムサード           | ヒー・ヨンカイ・テリー タン・ウェイハン・ジェシカ                 |
| 韓国オープン                  | 詳細         | 翁泓陽                           | 安洗塋                       | 姜敏赫 徐承宰                                             | 鄭娜銀 金慧貞                                               | タン・キャンメン ライ・ペイジン                                   |
| タイ・オープン                | 詳細         | リー・ジージャ                   | 戴資穎                       | 保木卓朗 小林優吾                                         | 松山奈未 志田千陽                                           | 鄭思維 黄雅瓊                                                     |
| インドネシア・マスターズ      | 詳細         | ビクター・アクセルセン           | 陳雨菲                       | ファジャル・アルフィアン ムハマド・リアン・アルディアント | 陳清晨 賈一凡                                               | 鄭思維 黄雅瓊                                                     |
| マレーシア・マスターズ        | 詳細         | チコ・アウラ・ドゥウィ・ワルドヨ | 安洗塋                       | ファジャル・アルフィアン ムハマド・リアン・アルディアント | 陳清晨 賈一凡                                               | 鄭思維 黄雅瓊                                                     |
| シンガポール・オープン        | 詳細         | アンソニー・シニスカ・ギンティン | シンドゥ・プサルラ           | レオ・ローリー・カルナンド ダニエル・マーティン           | アプリヤニ・ラハユ シティ・ファディア・シルバ・ラマダンティ | デチャポル・プアヴァラヌクロー サプシリー・タエラッタナチャイ     |
| 香港オープン                  | 詳細         | 中止                             | 中止                         | 中止                                                      | 中止                                                        | 中止                                                              |
| スーパー300                   |              |                                  |                              |                                                           |                                                             |                                                                   |
| Syed Modi International       | Report       | -                                | シンドゥ・プサルラ           | マン・ウェイチョン ティー・カイウン                       | Anna Cheong Teoh Mei Xing                                   | Ishaan Bhatnagar Tanisha Crasto                                   |
| Spain Masters                 | Report       | Cancelled                        | Cancelled                    | Cancelled                                                 | Cancelled                                                   | Cancelled                                                         |
| ドイツ・オープン              | 詳細         | クンラブット・ビチットサーン     | 何冰嬌                       | ゴー・ジーフェイ ヌル・イズディン                         | 陳清晨 賈一凡                                               | デチャポル・プアヴァラヌクロー サプシリー・タエラッタナチャイ     |
| Swiss Open                    | Report       | ジョナタン・クリスティー         | シンドゥ・プサルラ           | ファジャル・アルフィアン ムハマド・リアン・アルディアント | ガブリエラ・ストエヴァ ステファニ・ストエヴァ               | マーク・ラムスフス イザベル・ロハウ                               |
| 韓国マスターズ                | 詳細         | 全奕陳                           | 何冰嬌                       | 金基正 金沙朗                                             | 金昭映 孔熙容                                               | 王懿律 黄東萍                                                     |
| Taipei Open                   | Report       | 周天成                           | 戴資穎                       | マン・ウェイチョン ティー・カイウン                       | 吳芷柔 Tsang Hiu Yan                                        | 李晋熙 吳芷柔                                                     |
| U.S. Open                     | Report       | 中止                             | 中止                         | 中止                                                      | 中止                                                        | 中止                                                              |
| Macau Open                    | Report       | 中止                             | 中止                         | 中止                                                      | 中止                                                        | 中止                                                              |
| Hylo Open                     | Report       | アンソニー・シニスカ・ギンティン | 韓悦                         | 盧敬堯 楊博涵                                             | ベンヤパ・エイムサード ヌンタカーン・エイムサード           | レハン・ナウファル・クシャルジャント リサ・アユ・クスマワティ     |
| Australian Open               | Report       | 石宇奇                           | 安洗塋                       | 劉雨辰 欧烜屹                                             | 張殊賢 鄭雨                                                 | 徐承宰 蔡侑玎                                                     |
| New Zealand Open              | Report       | 中止                             | 中止                         | 中止                                                      | 中止                                                        | 中止                                                              |
| スーパー100                   |              |                                  |                              |                                                           |                                                             |                                                                   |
| Odisha Open                   | Report       | キラン・ジョージ                 | Unnati Hooda                 | Nur Mohd Azriyn Ayub リム・キムワー                       | Gayatri Gopichand Treesa Jolly                              | Sachin Dias Thilini Hendahewa                                     |
| Orléans Masters               | Report       | トマ・ジュニア・ポポフ           | Putri Kusuma Wardani         | Ruben Jille Ties van der Lecq                             | ガブリエラ・ストエヴァ ステファニ・ストエヴァ               | ヒー・ヨンカイ・テリー タン・ウェイハン・ジェシカ                 |
| Akita Masters                 | Report       | 中止                             | 中止                         | 中止                                                      | 中止                                                        | 中止                                                              |
| ベトナム・オープン            | Report       | 奈良岡功大                       | グエン・トゥイリン           | 任翔宇 譚強                                               | ベンヤパ・エイムサード ヌンタカーン・エイムサード           | デジャン・フェルディナンシャー グロリア・エマニュエル・ウィジャヤ |
| Canada Open                   | Report       | アレックス・ラニアー             | Michelle Li                  | 遠藤彩斗 武井優太                                         | 宮浦玲奈 櫻本絢子                                           | 葉宏蔚 李佳馨                                                     |
| Indonesia Masters Super 100   | Report       | レオン・ジュンハオ               | Gao Fangjie                  | ラーマット・ヒダヤット プラムデャ・クスマワルダナ         | 廣上瑠依 加藤佑奈                                           | 蒋振邦 魏雅欣                                                     |

| ファイナルズ     |
| スーパー1000 (2) |
| スーパー750 (4)  |
| スーパー500 (6)  |
| スーパー300 (7)  |
| スーパー100 (5)  |